# Normée
Normée est une ancienne commune française du département de la Marne en région Grand Est. Elle est associée à la commune de Fère-Champenoise depuis 1973.

## Toponymie
Anciennes mentions : Normerium en 1124, Normerum en 1131, Normeir en 1223, Normer en 1253, Normers en 1261, Normeez, Normi et Normet en 1366, Normés en 1605, Normée en 1673, Normay en 1734, Normé au XVIIIe siècle.
Selon Ernest Nègre, ce toponyme est issu du nom de personne germanique Nodelmar, il n'aurait donc aucun rapport avec le mot français « norme ».

## Histoire
En 1789, ce village est compris dans l'élection de Châlons et suit la coutume de Vitry.
Le 1er janvier 1973, la commune de Normée est rattachée à celle de Fère-Champenoise sous le régime de la fusion-association.

## Politique et administration
| Période                                  | Période  | Identité      | Étiquette | Qualité |
| ---------------------------------------- | -------- | ------------- | --------- | ------- |
|                                          | En cours | Olivier Felix |           |         |
| Les données manquantes sont à compléter. |          |               |           |         |

## Démographie
| 1793 | 1800 | 1806 | 1821 | 1831 | 1836 | 1841 | 1846 | 1851 |
| ---- | ---- | ---- | ---- | ---- | ---- | ---- | ---- | ---- |
| 272  | 223  | 230  | 236  | 231  | 224  | 226  | 216  | 200  |

| 1856 | 1861 | 1866 | 1872 | 1876 | 1881 | 1886 | 1891 | 1901 |
| ---- | ---- | ---- | ---- | ---- | ---- | ---- | ---- | ---- |
| 190  | 199  | 195  | 172  | 171  | 177  | 150  | 153  | 148  |

| 1911 | 1921 | 1926 | 1931 | 1936 | 1946 | 1954 | 1962 | 1968 |
| ---- | ---- | ---- | ---- | ---- | ---- | ---- | ---- | ---- |
| 122  | 129  | 120  | 126  | 128  | 119  | 124  | 120  | 90   |

## Décorations
La commune de Normée a reçu la Croix de guerre 1914-1918.

## Lieux et monuments

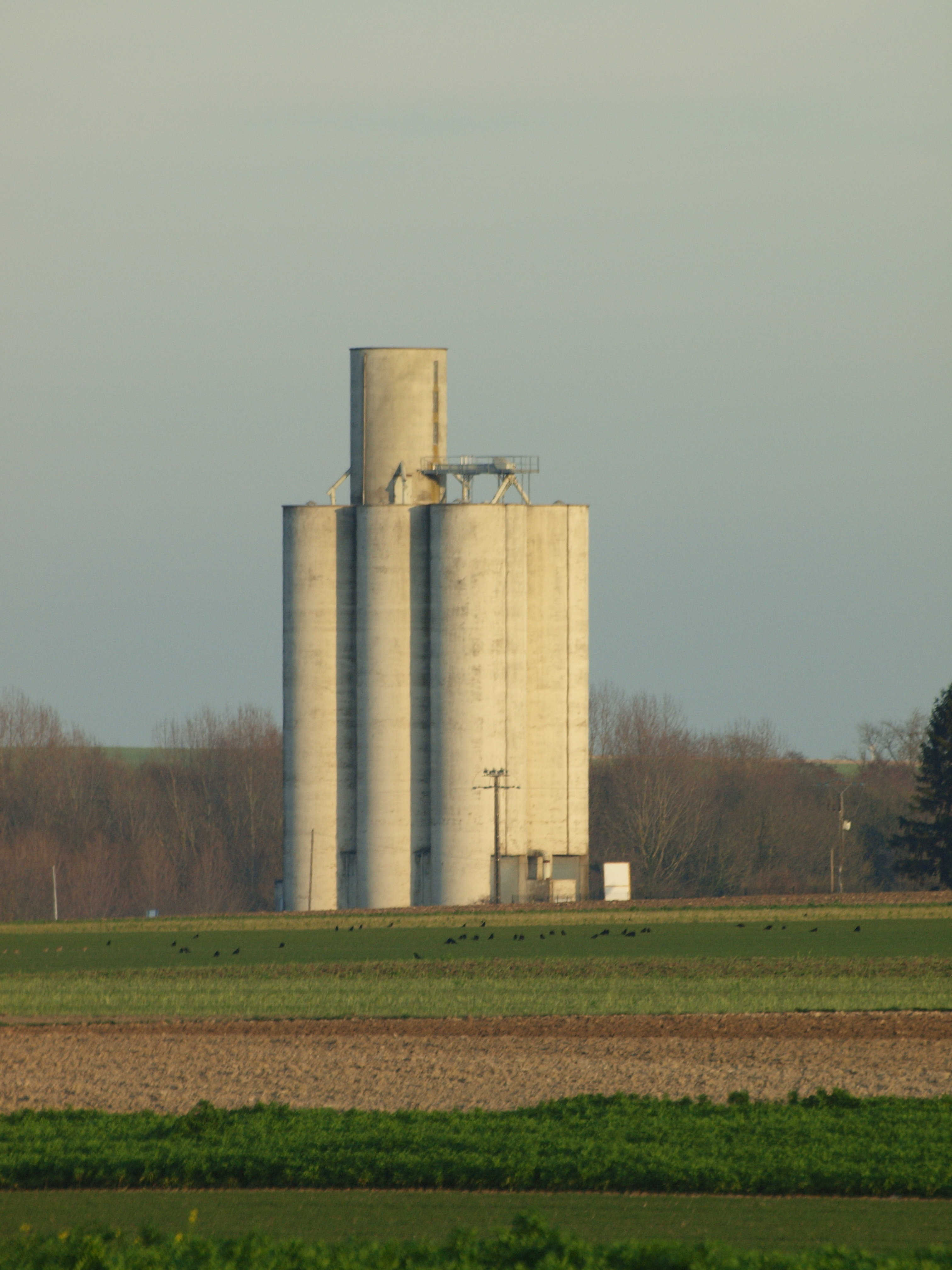
Silo céréalier.
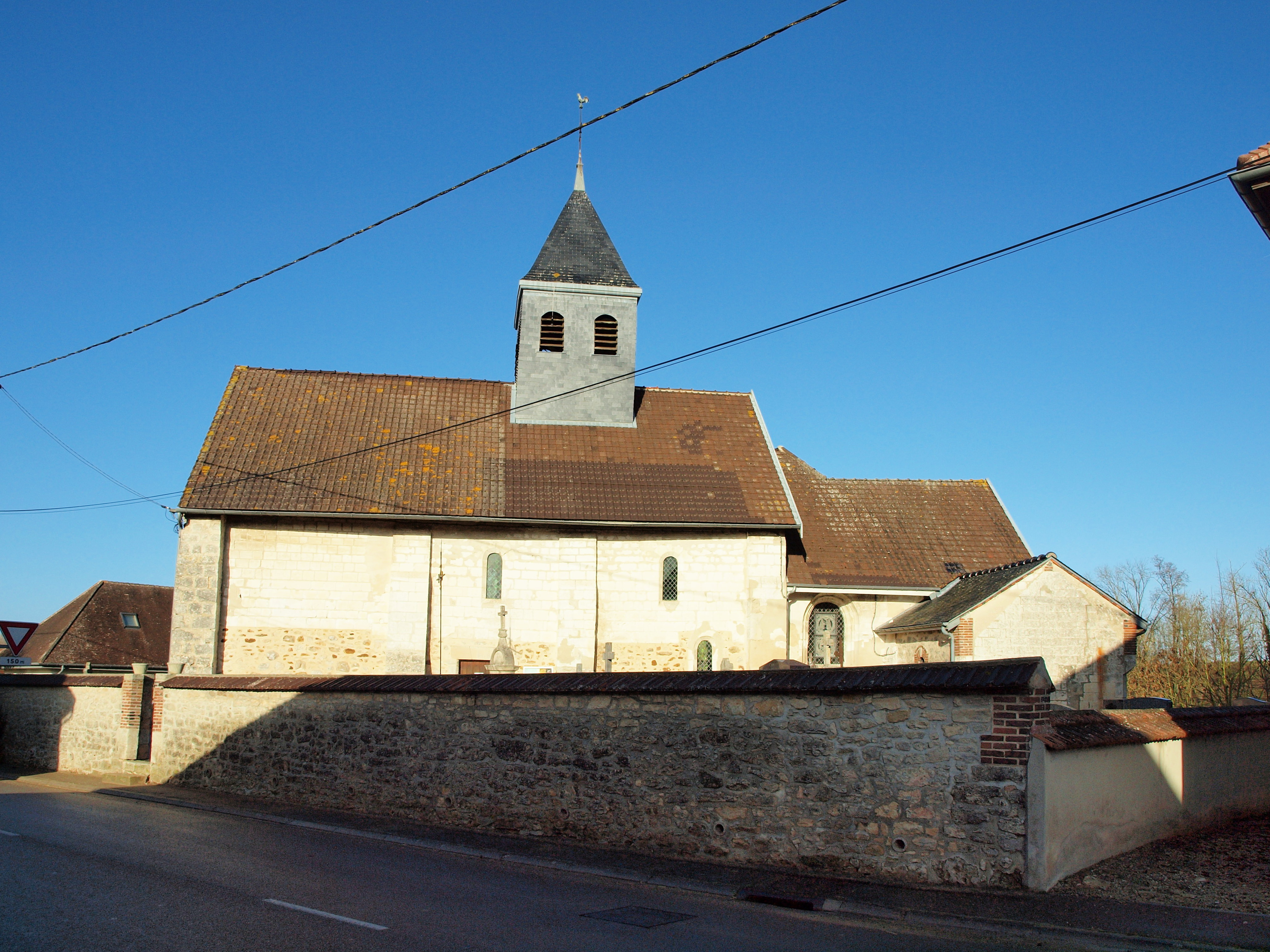
Église Saint-Martin (XIIe siècle).
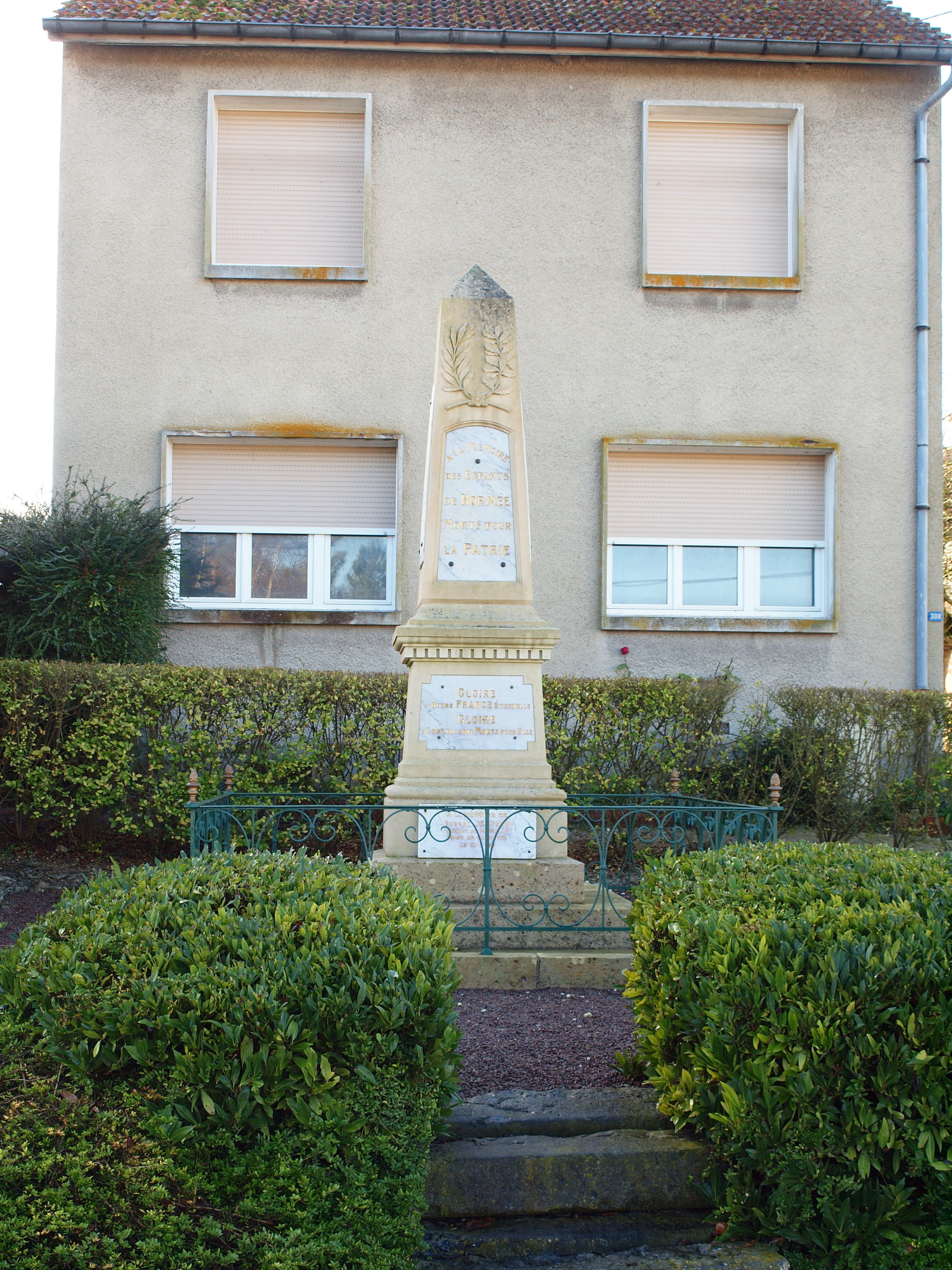
Monument aux morts.
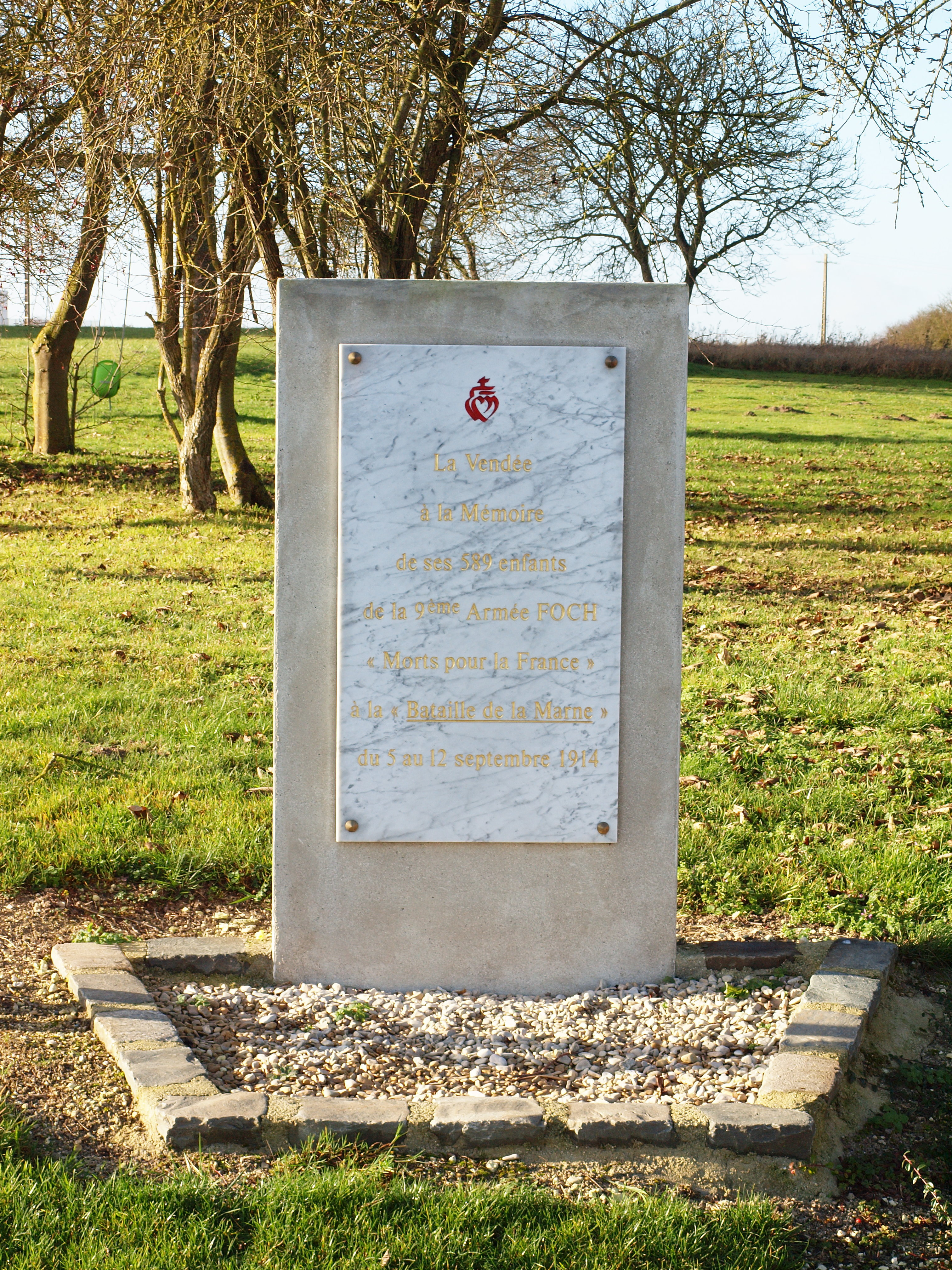
Stèle Cardin.

## Personnalités liées à la commune
La designeuse Matali Crasset (1965- ) y a passé son enfance